# 孫顯
孫顯，明朝初期政治人物、明朝工部尚書。
早年擔任工部虞部郎中。洪武二十八年二月，授工部右侍郎、工部左侍郎。洪武二十九年六月，署工部尚书。洪武三十年三月，實授工部尚書。

## 延伸阅读
[在维基数据编辑]